# Guy Veloso
Guy Veloso (Belém, Pará, 1969) é um fotógrafo documental e professor brasileiro.

## Biografia
Guy Benchimol de Veloso nasceu em 1969 e trabalha em Belém-PA. É formado em Direito. Dá workshops e palestras no país e exterior. Possui diversas publicações nacionais e internacionais. Em 2011 foi curador-chefe de Fotografia Contemporânea Brasileira na 29ª Bienal Europalia Arts Festival, em Bruxelas na Bélgica. Participou em 2017 da 4th Biennial of the Americas com exposição individual no Museo de las Americas, Denver-EUA. No trabalho "Penitentes - dos ritos de sangue à fascinação do fim do mundo", fotografou 204 grupos religiosos laicos - muitos deles até então secretos - entre 2002 e 2019, sendo o primeiro pesquisador a provar a ocorrência dessas singulares manifestações (também chamadas de "Encomendação das Almas) nas 5 Regiões do país, com livro lançado em 2020.
"Penitentes" participou da 29ª Bienal Internacional de Arte de São Paulo

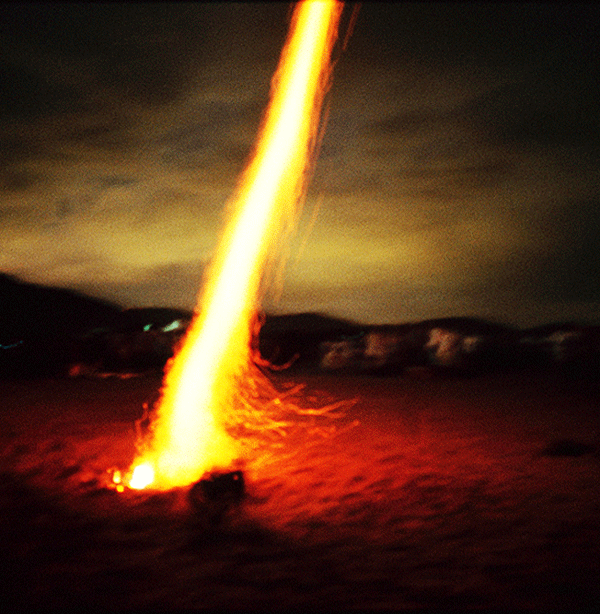
Florianopolis, Santa Catarina, BraSil. 29ª Bienal Internacional de Arte de São Paulo/2010.

### Carreira
Guy Veloso é fotógrafo desde 1989. Sua obra faz parte do acervo de várias instituições espalhadas pelo mundo como "Essex Collection of Art from Latin America" pertencente à Universidade de Essex, Inglaterra ; "Coleção Nacional de Fotografia", Centro Português de Fotografia no Porto; Museu de Arte Moderna do Rio de Janeiro (Coleção Joaquim Paiva); Museu de Arte Moderna de São Paulo; MAR-Museu de Arte do Rio e também o MASP- Museu de Arte de São Paulo (Coleção Pirelli).
O tema principal de suas fotografias é a religiosidade brasileira  . Retratou procissões e cerimônias religiosas das cinco regiões do Brasil e até no exterior, como no caminho de Santiago de Compostela na Espanha 
e também na Índia , quando teve a oportunidade de fotografar o líder religioso Sathya Sai Baba e o 14º Dalai Lama.
Representou o Brasil em diversas mostras no exterior.
Em 2016 lançou o livro "Guy Veloso", Coleção Ipsis de Fotografia Brasileira, Vol VI, curadoria de Eder Chiodetto, Editora Ipsis. Já em 2019, o livro Penitentes - dos ritos de sangue à fascinação do fim do mundo (disponível também em pdf link), com curadoria de Rosely Nakagawa, resultado da Bolsa Itaú Cultural. "Penitentes" que recebeu o Prêmio Jabuti de "melhor capa", tendo sido também finalista em "melhor livro de artes".

## Críticas
- "A fotografia de Guy Veloso desdobra-se em ângulos de captura da cena de exercício da fé. O conjunto transita entre a interioridade do ser, o êxtase e o corpo em estado de  sublimação. Se é possível rezar sem entender as palavras (Derrida), em Veloso o espectador, não importa sua religião, comunga dos momentos de encontro com o sagrado. Contra as primazias e fundamentalismos religiosos, o artista aponta para a etimologia da palavra religião e a ideia de “religar” os homens acima de seus conflitos –  Paulo Herkenhoff, 2012, Arte Pará.
- Já não é o corpo tomado, mas o próprio corpus de imagens que se transfigura em olhar. Daí, a experiência da arte de Veloso ser o encontro com um corpus em êxtase – Paulo Herkenhoff, curador. Catálogo da mostra Pororoca, MAR-Museu de Arte do Rio, 2014. Texto na íntegra.
- Moacir Dos Anjos, curador, “fica transparente esta relação ambígua entre o que é devoção e o que é violência” (Programa Artes Visuais Brasil, SESC TV, 2011). Semelhante entendimento tem o curador Paulo Miyada: “Suas fotografias exploram gestos e feições limítrofes, muito próximas do esgotamento físico, da dor, do delírio e da paixão” (texto da mostra “É preciso confrontar as imagens vagas com os gestos claros”, Oficina Cultural Oswald de Andrade, São Paulo-SP, 2012).
- Segundo o curador Rubens Fernandes Junior: “as imagens de Guy Veloso surpreendem pelo non sense, pelo surreal, pela completa dissonância entre o mundo real e o outro mundo”.  Orlando Maneschy, fotógrafo e pesquisador, completa: “Veloso nos conduz por um país estranho, fascinante e sensual”.
- A fotografia de Guy Veloso nasce de sua discrição em infiltrar-se e cultivar intimidades – Catálogo da 29ª Bienal de São Paulo/2010. Leia texto na íntegra.
- O Jornal O Estado de S. Paulo, também teceu comentários sobre a obra fotográfica de Guy Veloso, vejam no artigo de Simonetta Persichetti: Do Brasil, convém ressaltar o paraense Guy Veloso, que apresenta as suas fotografias de fé. Não uma fé dogmática ou sistemática, mas a que transparece em imagens surreais e fascinam pelo desconforto que nos causam. De toda forma, quanto mais se discute o papel da fotografia no mercado da arte, mais ela se afirma e se fixa em sua função documental.[12]
- "Penitentes de Guy Veloso reúne imagens com uma força que transcende a fotografia" –  Revista ARTE! Brasileiros, no. 07, Destaques da Bienal, 2010..
- “É como se não estivéssemos mais vendo fotografias ‘sobre’ algo mas a coisa em si”, discorre Eder Chiodetto, fotógrafo e curador (livro Geração 00 – A Nova Fotografia Brasileira, SESC Belenzinho, São Paulo-SP, 2011).
- A fotografia deixa de ser apenas um suporte onde se grava impressões, para se tornar  extensão da sua imersão profunda nesse universo. Deixa de ser relato de mão única para ser a expressão legítima e dialógica de um encontro com o outro, com o inominável, com o divino – Eder Chiodetto, curador, livro da Coleção Ipsis de Fotografia Contemporânea Brasileira, Vol. 06, Guy Veloso, 2016.
- (Sobre "Penitentes") Ao longo do período de documentação, o fotógrafo ganhou a confiança dos adeptos, conseguindo registrar cem grupos em momentos de profunda introspecção dos devotos, em condições de luz escassa que pouco iluminam suas práticas madrugadas adentro – Rosely Nakagawa, curadora. Revista Brasileiros, 2010.
- Em Veloso, vemos como, através do corpo, instaura-se a presença de vibrações intensivas intempostíveis, a partir da devoção e da crença religiosa – Isabel Diegues. Livro Outras Fotografias na Arte Brasileira Séc. XXI, editora Cobogó, 2015.
- As cenas existem, mas a imagem, a estética é própria de Guy Veloso que potencializa o real lançando-o no limite do medo – Marisa Mokarzel, curadora, 2011 texto completo.
- Há uma ambiguidade de sentido na representação (...) que evocam o clima de insegurança tão presente no mundo globalizado – Angela Magalhães e Nadja Peregrino, curadora, texto da mostra Un Certain Brasil, Pinghyao Festival, China, 2010.
- "O fotógrafo parece ser parte da situação, sem lançar um olhar estrangeiro sobre ela. Cores, contrastes e pontos desfocados evidenciam aspecto imaginário da festa" – Jornal O Globo, 23 de setembro de 2012.[13]
- No Vale do Amanhecer, fiéis se vestem como reis e rainhas. Guy Veloso extrai dessa devoção alegórica um preto e branco faiscante, luz que estoura os limites da fotografia e parece descascar a película até o pó de prata. Veloso registrou homens e mulheres de um dos templos da doutrina. Olhos abertos formam um contraponto entre a crueza da fotografia e a teatralidade barroca da comunidade religiosa. São olhares em êxtase que ultrapassam os limites desse claro-escuro, numa vertigem quase colorida – Silas Martí, sobre a 18ª edição da Coleção Pirelli-MASP, Jornal Folha de S.Paulo, 2010.
- As imagens de Guy Veloso captam um momento no tempo em que a fé, a consciência e o corpo se tornam um através de rituais. A documentação fotográfica dos rituais interrompe nossa realidade urbana contemporânea, convocando outra realidade mais antiga para a ação no final do mundo. Ao experimentar a realidade de Veloso, tornamos penitentes nós mesmos, embora de diferentes hemisférios – Maruca Salazar, curadora. 4th Bienial of the Americas, Denver-EUA, 2017.
- "Não são obras sobre o transe, mas obras-transes" - Matilde dos Santos, curadora, França - texto completo (port/francês).
- Expoente do movimento testemunhal do Brasil, a obra de Guy Veloso resgata boa parte daquelas questões que fazem a identidade dos povos da América Latina (...). Isto o conduziu a ser reconhecido em seu país e no exterior, com uma obra sólida, reveladora e com grandes valores estéticos – Revista Fotomundo, Argentina, 2008.
- O fotógrafo parece ser parte da situação, sem lançar um olhar estrangeiro sobre ela. Cores, contrastes e pontos desfocados evidenciam o aspecto imaginário da festa – Audrey Furlaneto, jornal O Globo (sobre fotos de Candomblé na exposição Documental Imaginário, Oi Futuro, Rio de Janeiro-RJ), 23.07.2012.
- É impossível não intuir o cheiro da poeira e da terra pisadas pela multidão, o clamor de benditos e ladainhas elevando-se das imagens dramáticas e sofridas. (...) É o retrato granulado de uma redenção que não se consuma, de um Purgatório que continua ardendo, de um fim dos tempos que não se acaba – José de Souza Martins, sociólogo. Zum – Revista de Fotografia, Instituto Moreira Salles, 2012.
- “Qual a fronteira entre a fotografia documental e a artística? Com Robert Capa, já não se podia traçar a linha, e com Guy Veloso também não é simples. No entanto, recentemente, o trabalho do paraense foi vetado por um importante site por supostamente não se tratar de arte. Seu apuro formal, as cores febris e o enquadramento dramático realçam a expressão, mais do que a informação, mas nem por isso convenceu a todos os críticos. Podemos inferir que tal rejeição se deva ao fato de Guy Veloso aparentemente aderir à religiosidade que retrata, em vez de analisá-la com olhar crítico. O transe fotográfico de Veloso concilia-se com o transe religioso, levantando uma questão que não é apenas teológica. A arte deve nos convidar a um estado de enlevo, como o frenesi do fiéis, ou a um olhar reflexivo, de uma distância estratégica? Ou, talvez, ambos, simultaneamente"?” – Rafael Campos Rocha, Revista DAS ARTES, Ed. Outubro de 2010.
- O transe, o movimento do corpo, a movimentação do grupo de onde a cena emerge e, rapidamente imerge, o ato social. Tudo é motivo de atenta investigação que ultrapassa o mero documentar – Armando Queiroz, curador-assistente do 33º Arte Pará (sobre mostra “Entre dois mundos: Pierre Fatumbi Verger e Guy Veloso” - fotógrafo homenageado).

## Exposições Coletivas (seleção)
- 1989 - Teatro da Paz, Belém, Pará
- 1993 - Galeria IBAC de Fotografia, Rio de Janeiro, Rio de Janeiro
- 1996 - Casa da Fotografia Fuji de São Paulo, curadoria Rosely Nakagawa, São Paulo
- 1996 - Museu da República, Rio de Janeiro, Rio de Janeiro
- 1996 - 1ª Bienal Internacional de Fotografia, Curitiba, Paraná
- 1996 - Galeria Funarte de Fotografia do Rio de Janeiro, Rio de Janeiro
- 1999 - 2º Foto Norte, Museu de Arte do Estado, Belém, Pará
- 1999 - Nikon Photo Contest, Tóquio, Japão
- 1999 - 5º Mês da Fotografia de Quito, Equador
- 1999 - Instituto Cultural Brasileiro de Berlim, Alemanha
- 2000 - Centro Português de Fotografia, Porto, Portugal[5]
- 2004 - Firstsite Gallery, Colchester, Inglaterra
- 2005 - Une Certain Amazonie. Bibliothéque Saint John, Saint-Denis,França
- 2007 - Act of Faith. 13º. Noorderlicht Photofestival, Groningen, Holanda
- 2007 a 2009 - Imágenes de este Lado del Mundo. Red Cultural del Mercosur (Argentina, Chile, Uruguai, Paraguai, Venezuela, Brasil e Bolívia.
- 2008 - Modern Photographic Expression of Brazil, Yokohama, Japão
- 2008 - Miradas del Mundo. Pamplona-Espanha (2008), produção UNESCO. Curadoria Alejandro Castellote.
- 2010 - Abdijmuseum Ten Duinen, Bélgica
- 2010 - "Série Penitentes" 29ª Bienal Internacional de Arte de São Paulo[14]
- 2011 - "GERAÇÃO 00 – A Nova Fotografia Brasileira", curador Eder Chiodetto no Sesc Belenzinho em São Paulo-SP [15]
- 2012 - 31º Salão Arte Pará (artista convidado)[14]
- 2014 - "Entre Dois Mundos: Pierre Fatumbi Verger e Guy Veloso," Casa das 11 Janelas, Belém-PA, 2014. Curadoria Paulo Herkenhoff e Armando Queiroz.
- 2015 -  “Horizonte Generoso”, Galeria Luciana Caravello, Rio de Janeiro-RJ. Curadoria Bernardo Mosquera.
- 2016 - "Orixás". Casa França Brasil, Rio de janeiro-RJ. Curadoria Marcelo Campos e Laura Cosendey
- 2017 - “Feito Poeira ao Vento”, MAR-Museu de Arte do Rio de Janeiro, 2017. Curadoria Evandro Salles
- 2018 - “Terra em transe”, MAC-Museu de Arte Comtemporânea Dragão do Mar, Fortaleza-CE, Solar Foto Festival. Curadoria Diógenes Moura.
- 2018 -  “Vadios e beatos”, Galeria da Gávea, Rio de Janeiro-RJ, curadoria Marcelo Campos, 2018.
- 2020 -  “Rua!”, MAR-Museu de Arte do Rio de Janeiro-RJ.
- 2020 - “Clube de colecionadores de fotografia do MAM – 20 anos”. Museu de Arte Moderna de São Paulo-SP, 2020. Curadoria Eder Chiodetto.

## Principais Mostras Individuais
- 2007 - Penitents: world ends ritual of faith. Museo de las Americas, Denver-EUA. Curadoria Maruca Salazar. Mostra participante da 4th Biennial of the Americas.
- 2010 - ALQUIMIA: Espaço Cultural Ateliê da Imagem, Rio de Janeiro-RJ
- 2010 - Pavilhão das Artes – Palácio da Instrução, Cuiabá-MT
- 2008 - III Bienal Argentina de Fotografia Documental, Tucumán-Argentina
- 2007 - Galeria do Conselho- Festival Agosto da Fotografia, Salvador-BA
- 2006 - Leica Gallery, Solms-Alemanha[16]
- 2006 - Galeria Fidanza, Museu de Arte Sacra de Belém-PA
- 2006 - II Fotoamerica - Festival Chileno de Fotografia, Santiago-Chile
- 2005 - Teatro Nacional, Fotoarte Brasília (Festival of Light), Brasília-DF[16]

## Ligações Externas
- Livro Penitentes - dos ritos de sangue à fascinação do fim do mundo, de Guy Veloso. Curadoria Rosely Nakagawa.
- Trabalho Científico de Afonso Medeiros da Universidade Federal do Pará sobre a fotografia paraense, entre estes Guy Veloso
- Livro "Guy Veloso", Coleção Ipsis de Fotografia Brasileira, Vol VI. Editora Ipsis, 2016. Curadoria Eder Chiodetto.
- Artistas participantes da 29ª Bienal Internacional de São Paulo
- «Festival de la luz 2006  "Realidad (i)realidad"» (em espanhol). In XIV Encuentros Abiertos: festival de la luz 2006 editado pelo Gobierno de la ciudad de Buenos Aires, 2006 - 238 páginas
- «Fotografia brasileira nos séculos XIX, XX e na alvorada do XXI». Fotografia no Brasil: um olhar das origens ao contemporâneo editado em 2004 pela Fundação Nacional de Arte FUNARTE, Ministério de Cultura
- «Site Oficial de Guy Veloso»
- Coleção «Pirelli Masp de fotografia» Verifique valor |url= (ajuda)